# Plagioscion pauciradiatus
Plagioscion pauciradiatus is een straalvinnige vissensoort uit de familie van ombervissen (Sciaenidae). De wetenschappelijke naam van de soort is voor het eerst geldig gepubliceerd in 1917 door Steindachner.